# Hongsa
Hongsa – miasto w Laosie, w prowincji Xaignabouli, w dystrykcie Hongsa.